# Laguna Merín
Die Laguna Merín (auf Portugiesisch: Lagoa Mirim) ist ein ausgedehnter See in Südamerika mit einer Fläche von 3750 km², durch den die Grenze zwischen Brasilien und Uruguay verläuft. Sein Name leitet sich von dem Wort mirĩ aus dem Tupí-Guaraní her, das „klein“ bedeutet. Uruguay hat einige Badeorte am Ufer des Sees, die über Sandstrände und geringe Wassertiefe verfügen.
Das Einzugsgebiet des Sees erstreckt sich über beide Länder. Die Hauptzuflüsse aus dem Territorium von Uruguay sind der Cebollatí und der Tacuarí und, an der Grenze beider Staaten, der Yaguarón (auf Portugiesisch: Jaguarão).
Der flussartige Canal São Gonçalo verbindet den See mit der noch größeren Lagune Lagoa dos Patos. Ein anderer Teil der Seeufer ist durch ausgedehnte Feuchtgebiete gekennzeichnet, unter denen das Naturschutzgebiet von Taim auf brasilianischer Seite herausragt, das für das UNESCO-Erbe der Menschheit vorgeschlagen worden ist.
Die Wirtschaft im Bereich des Sees basiert hauptsächlich auf der Viehzucht. Außerdem ist der Anbau von Reis sehr wichtig, wobei man die günstigen Bedingungen für die Entwicklung dieses Getreides ausnutzt. Der Tourismus ist ebenfalls eine wichtige Einnahmequelle.
Am 7. Juli 1977 wurde in Brasília der Tratado de la Cuenca de la Laguna Merín (auf Deutsch: der Vertrag über das Becken der Laguna Merín) unterzeichnet. Comisión Mixta Uruguayo-Brasileña para el Desarrollo de la Cuenca de la Laguna Merín (CLM) (auf Deutsch: Die gemischte uruguayisch-brasilianische Kommission zur Entwicklung des Beckens der Laguna Merín) ist ein Organ, das beauftragt ist, die Einhaltung des Abkommens zu überwachen. Die CLM hat einen Sitz im Departamento Treinta y Tres und einen anderen in Porto Alegre.